# LED Plus
LED Plus – technologia podświetlania diodowego, typu krawędziowego, wykorzystywana do podświetlania matryc w odbiornikach telewizyjnych HDTV, stworzona przez LG. Jest stosowania w przypadku podświetlania cienkich ekranów LCD, w celu uzyskaniu obrazu o najwyższej cyfrowej rozdzielczości, w jak najbardziej odzwierciedlających rzeczywistość, naturalnych kolorach. 
Termin Plus wykorzystany w nazwie oznacza, iż uwzględniono dynamiczne sterowanie w niezależny sposób kilkunastoma (16) sekcjami. Ma to swoje odzwierciedlenie w funkcji miejscowego przyciemniania maksymalnie 16 adresowalnych segmentów. 
Technologia ma na celu obniżenie zużycia energii poprzez zastosowanie układów sprzężonych z podświetleniem tylnym oraz poprawę jakości obrazu w scenach mieszanych, kiedy sama regulacja poziomu podświetlenia jest niewystarczająca, ze względu na statyczny kontrast panelu.
Innymi technologiami mającymi na celu poprawę jakości obrazu oraz ograniczenie poboru energii są: Full LED Slim oraz LED Plus Slim.